# Такарабунэ

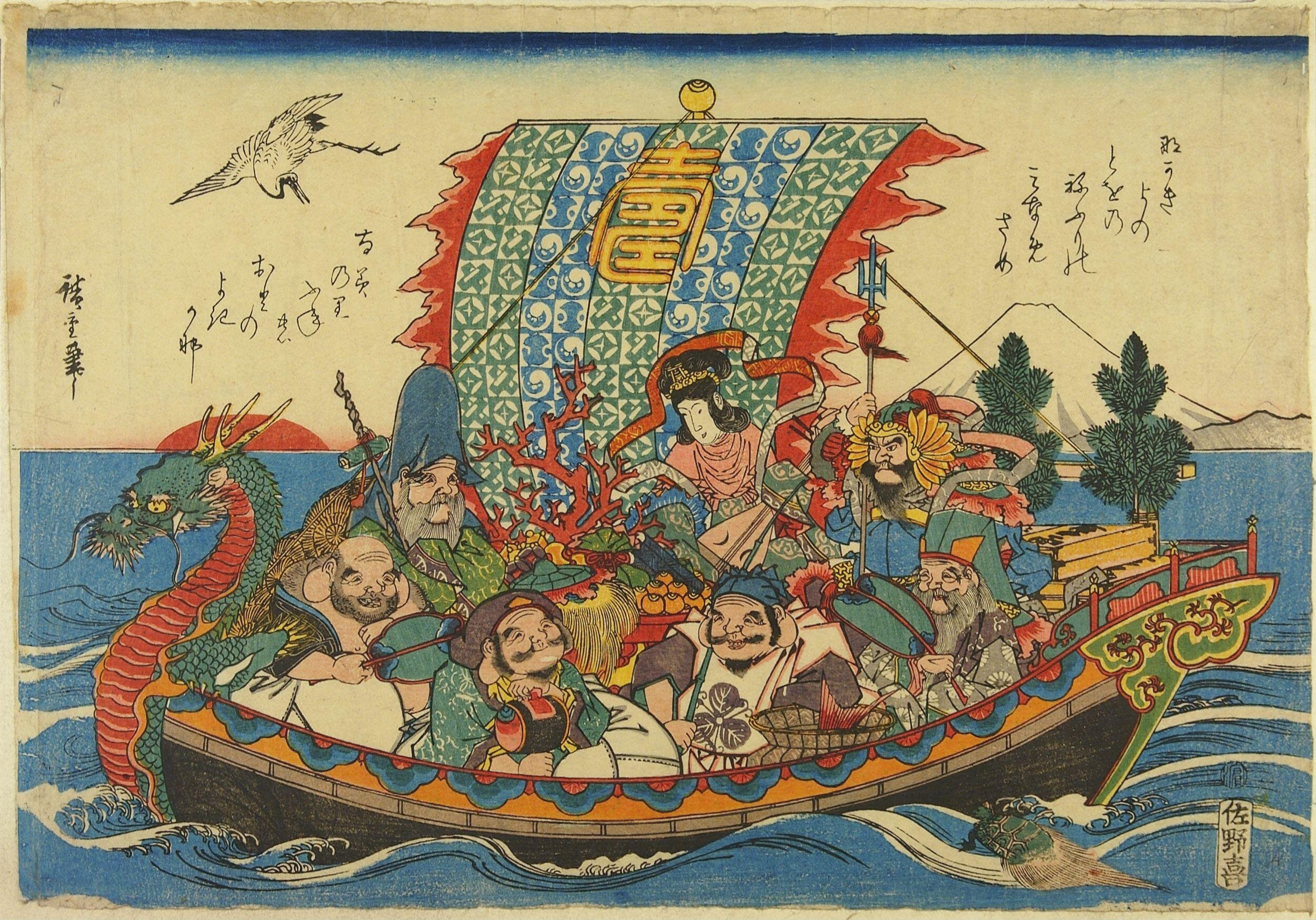
Цветная ксилография Такарабунэ Утагавы Хиросигэ

Такарабунэ (яп. 宝船), или «корабль сокровищ» — в японском фольклоре мифический корабль, на котором плывут по небесам семь богов счастья в первые три дня Нового года. Легенда гласит, что корабль в это время года отплыл со своими сокровищами.
На гравюре изображают символы долголетия: журавля, длиннохвостую черепаху, ветки сосны и иероглиф Ju.
Согласно обычаю, размещение гравюры такарабунэ под подушкой в ночь на 2 января может вызвать счастливый сон — знак того, что наступающий год будет удачным. В случае неприятного сна от воспоминаний можно избавиться, бросив гравюру в реку.